# Ana Martínez Álvarez
Ana Martínez Álvarez és una realitzadora de televisió, guionista, escriptora, professora i actriu espanyola.
És llicenciada en Ciències de la imatge a la Universitat Complutense de Madrid. També s'ha interessat per la música clàssica i el jazz. Va començar a treballar a Radio Nacional de España als 17 anys, com a ajudant de redacció i producció en els programes per als espanyols al mar i a l'estranger. El 1982 va començar a treballar a TVE com a ajudant de direcció i de realització per a Josefina Molina, Pilar Miró, Alfonso Ungría, Pedro Amalio López i altres. Des de 1996 també va col·laborar en la realització de documentals.
El 2000 va guanyar el Goya al millor curtmetratge de ficció amb Pantalones, i el 2006 va dirigir el curtmetratge Penalty, que va guanyar el Tatú de Ouro al millor curtmetratge de ficció a les jornades de Cinema de Bahía (Brasil). El 2010-2012 fou assessora de l'Institut de la Cinematografia i de les Arts Audiovisuals del Ministeri de Cultura d'Espanya en dues convocatòries per a les concessions de beques. Darrerament ha obtingut formació com a terapeuta en l'experiència cinematogràfica.
És membre de l'Acadèmia de les Arts i les Ciències Cinematogràfiques d'Espanya, de l'Acadèmia de les Ciències i les Arts de Televisió d'Espanya, de l'Associació de dones cineastes i de mitjans audiovisuals (CIMA), sòcia d'honor de la Plataforma de Nous Realitzadors i d'ASECIC.

## Obra literària
- Hilando fino (ed. Icaria)
- Divulgar las matemáticas (Ed. Nivola)

## Cinema
- Más por menos (documental, 1996)
- Mujeres del 36 (1999)
- Pantalones (Curtmetratge, 2000)
- Dalí, la persistencia de la memoria (documental, 2003)
- Penalty (Curtmetratge, 2006)
- Las mariposas del alma (documental, 2006)